# Gejo de Doña Mencía
Gejo de Doña Mencía es una localidad oficialmente deshabitada del municipio de Barbadillo, en la comarca del Campo de Salamanca, provincia de Salamanca, España. 

## Toponimia
Su nombre deriva de El Sexu, denominación con la que viene registrado en el siglo XIII, que habría derivado a El Gejo, añadiéndosele Doña Mencía para acabar derivando en Gejo de Doña Mencía.

## Historia
La fundación del Gejo de Doña Mencía se remonta a la Edad Media, obedeciendo a las repoblaciones efectuadas por los reyes leoneses en la Alta Edad Media, que lo ubicaron en el cuarto de Baños de la jurisdicción de Salamanca, dentro del Reino de León, denominándose en el siglo XIII El Sexu.
Con la creación de las actuales provincias en 1833, Gejo de Doña Mencía, considerado ya una alquería perteneciente a Barbadillo, quedó encuadrado en la provincia de Salamanca, dentro de la Región Leonesa.

## Demografía
Gejo de Doña Mencía se encuentra actualmente despoblado, no habiéndose registrado oficialmente habitantes en él en todo el siglo XXI.